# Hohenleipisch
Hohenleipisch est une commune d'Allemagne, située dans le länder de Brandebourg, faisant partie de l'arrondissement d'Elbe-Elster.
Hohenleipisch compte 2 383 habitants.